# Botslot Kog
Botslot Kog (på tysk: Bottschlotter Koog, på nordfrisisk: Butschluuter Kuuch) er en kog beliggende i Fartoft få kilometer sydvest for Nibøl i Bøking Herred i det sydslesvigske Nordfrisland.
Kogen opstod ved inddigning i årene 1633 til 1641 på grundlag af en oktroy, som hertug Frederik 3. af Gottorp havde udstedt den 25. november 1631. Det var især katolske nederlændere, der udførte arbejdet. I 1634 blev der på det såkaldte Hollænderdige opført en katolsk kirke, der dog allerede i 1640 blev nedlagt og i 1680 nedbrudt. De resterende katolikker flyttede derefter til Frederiksstad. På det sted, hvor kirken stod, byggedes senere Botslot Gods herrehus .
Kogen er opkaldt efter opkaldt efter Botslot Dyb. I kogen bor der i dag cirka 30 mennesker.